# NHK 뉴스 이브닝 미야자키
NHK 뉴스 이브닝 미야자키(NHKニュース イブニング宮崎)은 NHK 미야자키 방송국에서 제작되어 방영되고 있는 저녁 정보 프로그램이다. 2015년 3월 30일 첫방송되어 현재까지 이어지고 있다.

## 방송 소개
NHK 뉴스 이브닝 미야자키는 저녁시간 오늘 하루 있었던 미야자키현 지역의 뉴스와 생활 및 날씨정보는 전달해 주고 있다.

## 방송 시간
- 월 ~ 금: 저녁 6시 10분 ~ 7시(50분)